# 艾施河 (雷格尼茨河支流)
49°46′53″N 11°0′32″E / 49.78139°N 11.00889°E

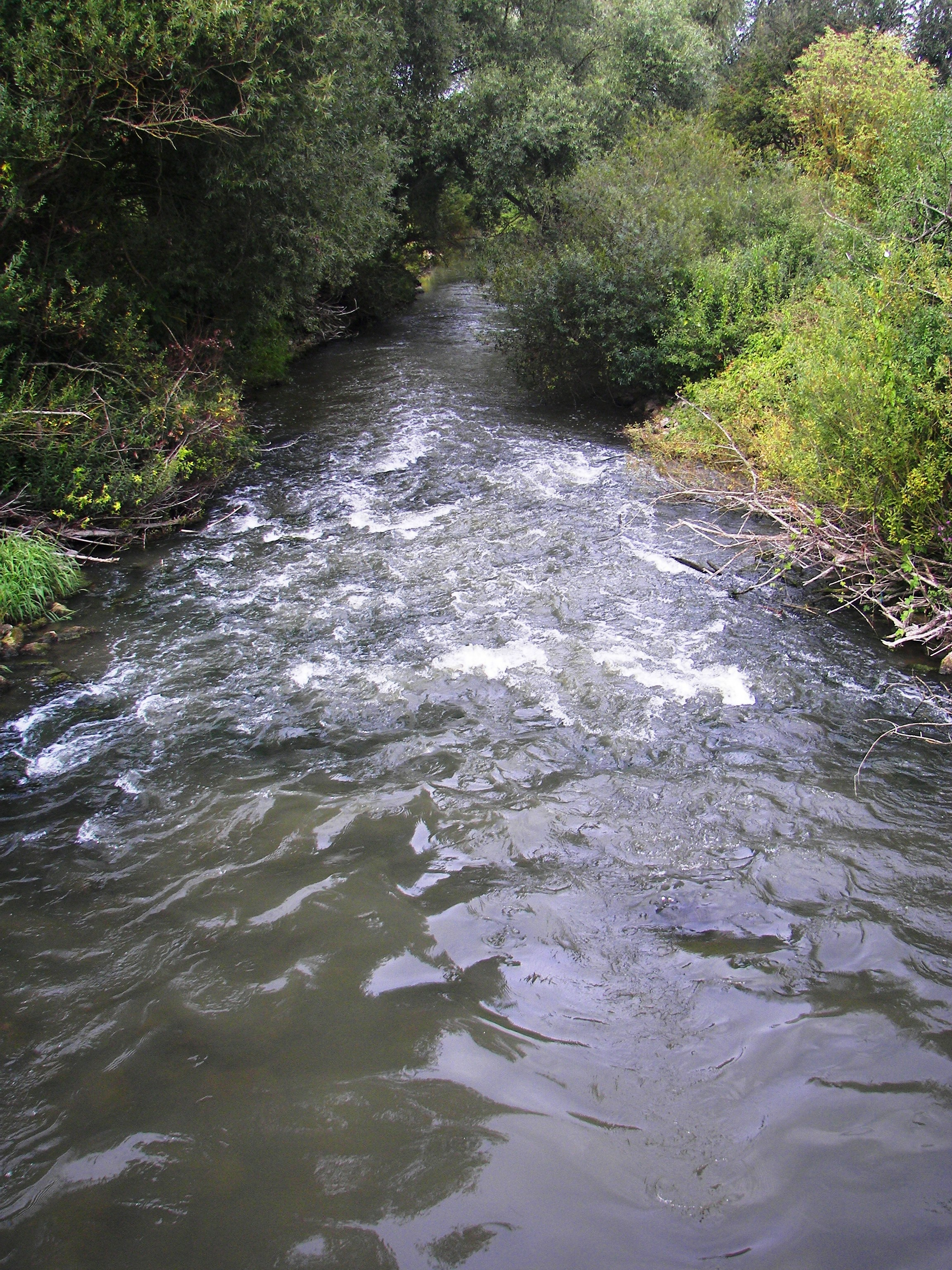

艾施河（德語：Aisch），是德國的河流，位於該國東南部，由巴伐利亞負責管轄，屬於雷格尼茨河的左支流，河道全長83公里，流域面積1,007平方公里，河口處在哈倫多夫附近。